# Mistrovství světa v judu 1985 — muži — polotěžká váha (-95kg)
Zápasy v judu na XIII. mistrovství světa v kategorii polotěžkých vah mužů proběhly v Soulu, 26. září 1985.

## Finále
| Finále       |              |
| ------------ | ------------ |
| Ha Hjong-ču  | Hitoši Sugai |
| Hitoši Sugai | Hitoši Sugai |

## Opravy / O bronz
Do oprav se dostali judisté, kteří během turnaje prohráli svůj zápas s jedním ze dvou finalistů.
| opravy    | opravy              | o bronz             |                     |
| --------- | ------------------- | ------------------- | ------------------- |
| volný los | Robert Köstenberger | Alexandr Sivcev     | Günther Neureuther  |
| volný los | Robert Köstenberger | Alexandr Sivcev     | Günther Neureuther  |
|           | Alexandr Sivcev     | Alexandr Sivcev     | Günther Neureuther  |
|           |                     | Günther Neureuther  | Günther Neureuther  |
| volný los | Nael Abu Daba       | János Kovács        | Robert Van de Walle |
| volný los | Nael Abu Daba       | János Kovács        | Robert Van de Walle |
|           | János Kovács        | János Kovács        | Robert Van de Walle |
|           |                     | Robert Van de Walle | Robert Van de Walle |

## Pavouk
|   | 1/32                | 1/16                | čtvrtfinále         | semifinále          | finále       |
| - | ------------------- | ------------------- | ------------------- | ------------------- | ------------ |
| A | Günther Neureuther  | Günther Neureuther  | Günther Neureuther  | Günther Neureuther  | Ha Hjong-ču  |
| A | Dean Lampkin        | Günther Neureuther  | Günther Neureuther  | Günther Neureuther  | Ha Hjong-ču  |
| A | volný los           | Atif Husajn         | Günther Neureuther  | Günther Neureuther  | Ha Hjong-ču  |
| A | volný los           | Atif Husajn         | Günther Neureuther  | Günther Neureuther  | Ha Hjong-ču  |
| A | Joe Meli            | Jiří Sosna          | Jerzy Kolanowski    | Günther Neureuther  | Ha Hjong-ču  |
| A | Jiří Sosna          | Jiří Sosna          | Jerzy Kolanowski    | Günther Neureuther  | Ha Hjong-ču  |
| A | volný los           | Jerzy Kolanowski    | Jerzy Kolanowski    | Günther Neureuther  | Ha Hjong-ču  |
| A | volný los           | Jerzy Kolanowski    | Jerzy Kolanowski    | Günther Neureuther  | Ha Hjong-ču  |
| B | Roger Vachon        | Alexandr Sivcev     | Alexandr Sivcev     | Ha Hjong-ču         | Ha Hjong-ču  |
| B | Alexandr Sivcev     | Alexandr Sivcev     | Alexandr Sivcev     | Ha Hjong-ču         | Ha Hjong-ču  |
| B | volný los           | Srečo Petrič        | Alexandr Sivcev     | Ha Hjong-ču         | Ha Hjong-ču  |
| B | volný los           | Srečo Petrič        | Alexandr Sivcev     | Ha Hjong-ču         | Ha Hjong-ču  |
| B | Damon Keeve         | Robert Köstenberger | Ha Hjong-ču         | Ha Hjong-ču         | Ha Hjong-ču  |
| B | Robert Köstenberger | Robert Köstenberger | Ha Hjong-ču         | Ha Hjong-ču         | Ha Hjong-ču  |
| B | volný los           | Ha Hjong-ču         | Ha Hjong-ču         | Ha Hjong-ču         | Ha Hjong-ču  |
| B | volný los           | Ha Hjong-ču         | Ha Hjong-ču         | Ha Hjong-ču         | Ha Hjong-ču  |
| C | Robert Van de Walle | Robert Van de Walle | Robert Van de Walle | Robert Van de Walle | Hitoši Sugai |
| C | Dennis Stewart      | Robert Van de Walle | Robert Van de Walle | Robert Van de Walle | Hitoši Sugai |
| C | volný los           | Carsten Jensen      | Robert Van de Walle | Robert Van de Walle | Hitoši Sugai |
| C | volný los           | Carsten Jensen      | Robert Van de Walle | Robert Van de Walle | Hitoši Sugai |
| C | Theo Meijer         | Theo Meijer         | Theo Meijer         | Robert Van de Walle | Hitoši Sugai |
| C | Douglas Vieira      | Theo Meijer         | Theo Meijer         | Robert Van de Walle | Hitoši Sugai |
| C | volný los           | Pasi Lind           | Theo Meijer         | Robert Van de Walle | Hitoši Sugai |
| C | volný los           | Pasi Lind           | Theo Meijer         | Robert Van de Walle | Hitoši Sugai |
| D | Bjarni Friðriksson  | János Kovács        | János Kovács        | Hitoši Sugai        | Hitoši Sugai |
| D | János Kovács        | János Kovács        | János Kovács        | Hitoši Sugai        | Hitoši Sugai |
| D | volný los           | Jaime Griño         | János Kovács        | Hitoši Sugai        | Hitoši Sugai |
| D | volný los           | Jaime Griño         | János Kovács        | Hitoši Sugai        | Hitoši Sugai |
| D | Nael Abu Daba       | Nael Abu Daba       | Hitoši Sugai        | Hitoši Sugai        | Hitoši Sugai |
| D | Hong Tat Lok        | Nael Abu Daba       | Hitoši Sugai        | Hitoši Sugai        | Hitoši Sugai |
| D | volný los           | Hitoši Sugai        | Hitoši Sugai        | Hitoši Sugai        | Hitoši Sugai |
| D | volný los           | Hitoši Sugai        | Hitoši Sugai        | Hitoši Sugai        | Hitoši Sugai |